# Вещур
Вещур — село в России, расположено в Клепиковском районе Рязанской области. Входит в состав Алексеевского сельского поселения.

## Географическое положение
Село Вещур расположено примерно в 44 км к востоку от центра города Спас-Клепики на правом берегу реки Гусь. Ближайшие населённые пункты: село Лихунино с запада и деревня Голышово с юга.

## История
Погост Вещур с церковью Рождества Христова впервые упоминается в списке с Владимирских писцовых книг В. Крапоткина в 1637 году.
В 1905 году село входило в состав Давыдовской волости Касимовского уезда и имело 14 дворов при численности населения 65 человек.

## Население
| 1859 | 1906 | 2010 |
| ---- | ---- | ---- |
| 55   | ↗65  | ↘5   |

## Транспорт и связь
Деревню обслуживает сельское отделение почтовой связи Алексеево (индекс 391016).